# Spilosmylus togoensis
Spilosmylus togoensis is een insect uit de familie watergaasvliegen (Osmylidae), die tot de orde netvleugeligen (Neuroptera) behoort. 
Spilosmylus togoensis is voor het eerst wetenschappelijk beschreven door Krüger in 1914. De soort komt voor in Togo.